# Coité do Nóia
Coité do Nóia là một đô thị que fica tọa lạc trong vùng vùng trung bộ Alagoas. Đô thị này có dân số 12.669 người và diện tích là 88 km² (143,97 h/km²).
Phía bắc và phía tây giáp đô thị Igaci, phía nam là đô thị Limoeiro de Anadia, phía đông là đô thị Taquarana và đông bắc là đô thị Arapiraca.